# Circuit de Tsukuba
Le circuit de Tsukuba (筑波サーキット, Tsukuba Sākitto) est une piste de course située à Shimotsuma, une ville voisine de Tsukuba au Japon. Il mesure 2,045 km, possède 32 stands et la plus longue ligne droite est de 437 m. Le circuit possède une chicane utilisée uniquement pour les courses de moto. La piste a été créée en 1966 dans le but d'attirer les jeunes à participer au sport automobile, mais elle n'est devenue populaire qu'à partir des années 1970. À l'heure actuelle, un événement a lieu chaque semaine. Le circuit peut accueillir près de 15 000 spectateurs.

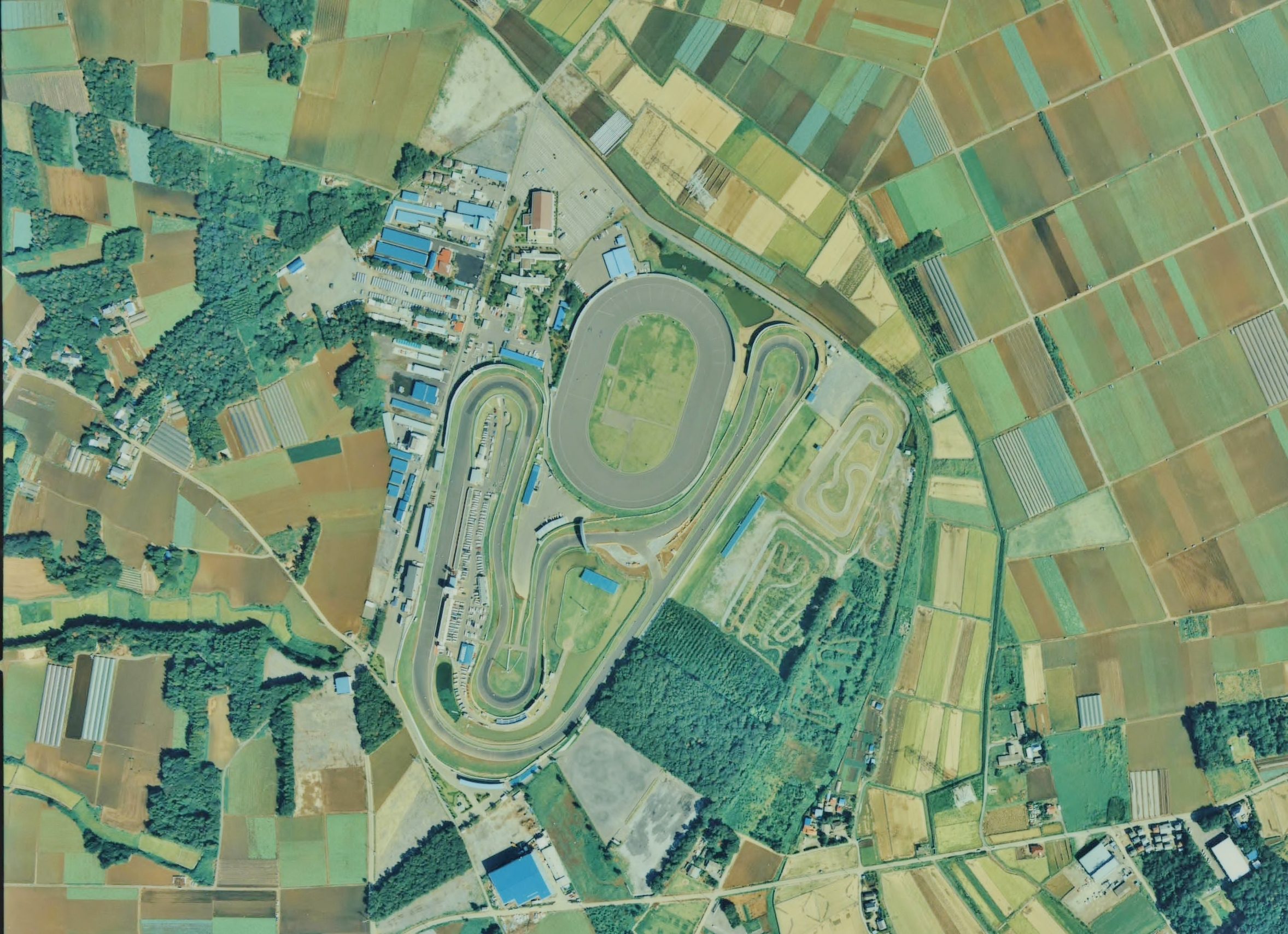
Vue aérienne du circuit de Tsukuba en 1990.